# At-Ta'i

Dinar del año 982. del califa At-Ta'i y del gobernador Adud-al Dawla

At-Ta'i (árabe الطائع بالله), Abu Bakr Abd al-Karim at-Ta'i billah fue un califa abbasí de Bagdad que gobernó durante el periodo 974-991. Nació en 932 y murió en 1001. Era hijo de Al-Muti. Es poco lo que se sabe de su vida personal y oficial.

## Campañas de Juan Tzimisces
En 974, el emperador bizantino Juan I Tzimisces llevó a cabo una campaña victoriosa en Anatolia, apoderándose de Amida y de Nisibe. El emir hamdaní de Mosul, Abu Taglib, se le sometió. Parece que Juan I estuvo tentado de seguir hasta Bagdad, pero renunció.
En la primavera de 975, emprendió una segunda campaña más seria en Siria. Partiendo de Antioquía en abril, se apoderó de Emesa, que le pagó tributo sin resistencia, y de Apamea y Baalbek, que fue duramente castigada por resistirse. Luego se dirigió a Palestina, apoderándose de Tiberiades, Beirut, Nazaret, Acre, y Cesarea Marítima, renunciando a Jerusalén.
La presencia de guarniciones fatimíes en las ciudades costeras, como Trípoli obligó al emperador a mantener fuerte presencia de tropas para asegurar el avituallamiento. La fidelidad más que fluctuante de los emires musulmanes de Siria mostró los límites de los resultados de esta expedición. La muerte de Juan I (976) no permitió consolidar los resultados.

## Divisiones
Siria fue dividida entre fatimíes, turcos y cármatas. Los buyíes también estaban divididos. En 977, a la muerte de Rukn ad-Dawla, el estado buyí se partió en dos: uno, centrado en Ray y dirigido por Fajr ad-Dawla, y otro, centrado en Hamadán, dirigido por Mu'ayyad ad-Dawla.
En 991, Al-Ta'i fue depuesto y encarcelado, pasando sus bienes a sus visires.